# 麹堅
麴 堅（きく けん、生没年不詳、在位530年頃 - 548年）は、高昌国の王。麴嘉の子で、麴光の弟。
530年頃、即位した。531年、章和と元号を立てた。北魏の節閔帝のもとに朝貢して、平西将軍・瓜州刺史に任ぜられ、泰臨県伯・高昌王に封ぜられた。また衛将軍を加えられた。北魏の永熙年間、儀同三司に任ぜられ、郡公に進封された。